# G. Raymond Nye
G. Raymond Nye (13 de abril de 1889 – 23 de julho de 1965) foi um ator norte-americano da era do cinema mudo. Ele atuou em 111 filmes, entre 1912 e 1952.

## Biografia
Nye nasceu em Tamaqua, Pensilvânia. Ele frequentou a Universidade da Pensilvânia. Ele era conhecido por sua aparência marcante, que consistia em cabelos castanhos escuros e olhos castanhos escuros. Depois de muitos anos atuando no palco, ele se estabeleceu em Los Angeles, onde morou com seu pai, U.S. Grant Nye, na seção Sunset Junction do bairro de Silver Lake da cidade, de acordo com os relatórios do censo de 1920. Em 3 de outubro de 1929, aos 40 anos, Nye entrou em seu apartamento e descobriu que seu pai havia cometido suicídio com um tiro na cabeça. Ele também encontrou uma carta de desculpas escrita por seu pai explicando que lamentava ter tirado a própria vida e que não podia "suportar essa condição física". Aos 67 anos, o ancião Nye estava sofrendo os efeitos de três derrames paralíticos.
Nye continuaria a aparecer em filmes até os anos 1950.

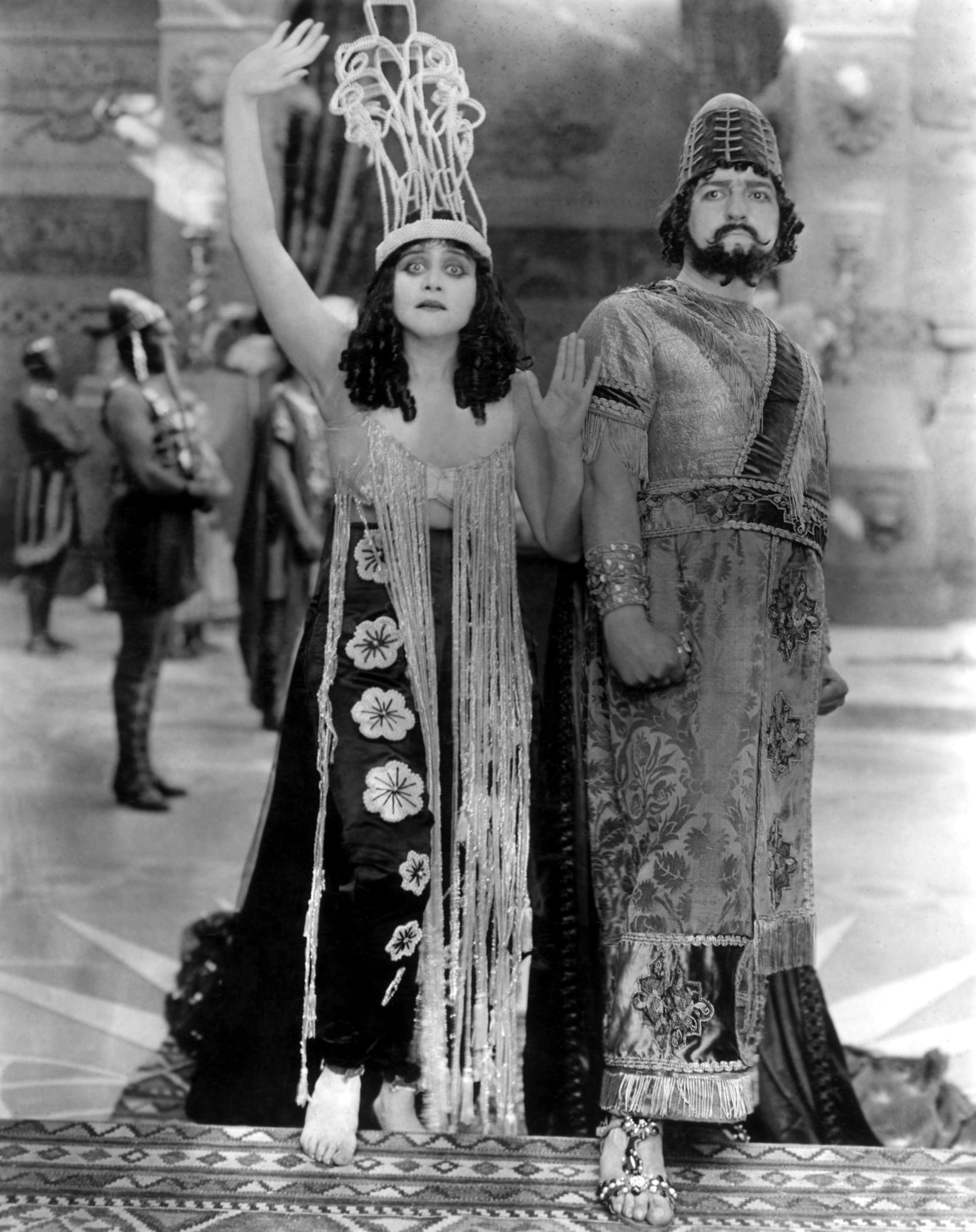
Theda Bara (Salomé) e G. Raymond Nye (Rei Herodes) em Salomé (1918).

## Filmografia selecionada
- The Passing of Hell's Crown (1916)
- The Adventures of Peg o' the Ring (1916)
- Liberty (1916)
- Under the Yoke (1918)
- Play Straight or Fight (1918)
- The Midnight Flyer (1918)
- The Branded Man (1918)
- Salomé (1918)
- Drag Harlan (1920)
- The Scuttlers (1920)
- The Queen of Sheba (1921)
- The Ramblin' Kid (1923)
- The Sawdust Trail (1924)
- Driftin' Thru (1926)